# Gary McSheffrey
Gary McSheffrey, (1982. augusztus 13., Coventry, Anglia) angol labdarúgó, jelenleg az angol negyedosztályú Scunthorpe United játékosa. Középpályásként és csatárként is bevethető.

## Külső hivatkozások
- Gary McSheffrey pályafutásának statisztikái a Soccerbase oldalon (angolul)